# Балаганск
Балага́нск (от названия племени булагатов — бур. Булагадууд)— посёлок (в 1961—2019 гг. — посёлок городского типа) в Иркутской области России.
Административный центр Балаганского района. Образует Балаганское муниципальное образование со статусом сельского поселения (в 2006—2019 гг. — городского поселения) как единственный населённый пункт в его составе.

## География
Посёлок расположен на левом берегу реки Ангары, в 78 км от железнодорожной станции Залари. С двух сторон Балаганск окружает Братское водохранилище.

## Климат
Климату Балаганска соответствует Dwc по классификации климатов Кёппена, по Алисову — внутриконтинентальный умеренный. Зима в посёлке морозная и сухая, лето короткое и тёплое. Средняя температура июля — 19,1 C°, января — −23,3 C°.
| Показатель                    | Янв.  | Фев.  | Март  | Апр.  | Май   | Июнь | Июль | Авг. | Сен. | Окт.  | Нояб. | Дек.  | Год   |
| ----------------------------- | ----- | ----- | ----- | ----- | ----- | ---- | ---- | ---- | ---- | ----- | ----- | ----- | ----- |
| Абсолютный максимум, °C       | 0,1   | 4,9   | 13,6  | 28,3  | 33,5  | 35,9 | 35,8 | 36,8 | 28,9 | 24,2  | 10,0  | 4,6   | 36,8  |
| Средний суточный максимум, °C | −18,6 | −14,3 | −3,8  | 8,0   | 16,7  | 23,5 | 25,6 | 22,8 | 14,8 | 5,9   | −5,6  | −15,5 | 5,0   |
| Средняя температура, °C       | −23,3 | −20   | −10,3 | 1,2   | 8,7   | 16,2 | 19,1 | 16,4 | 8,9  | 0,9   | −9,9  | −20   | −1    |
| Средний суточный минимум, °C  | −27,3 | −24,7 | −15,8 | −4,1  | 2,3   | 10,0 | 13,6 | 11,2 | 4,3  | −3,2  | −13,8 | −24   | −6    |
| Абсолютный минимум, °C        | −51,2 | −48,6 | −44,6 | −30,5 | −10,6 | −3,4 | 1,2  | −4,3 | −9,2 | −24,9 | −39,3 | −50,6 | −51,2 |
| Норма осадков, мм             | 9     | 6     | 6     | 12    | 27    | 51   | 66   | 60   | 47   | 16    | 12    | 14    | 326   |
| Источник:                     |       |       |       |       |       |      |      |      |      |       |       |       |       |

## История
История Балаганских земель начинается в период позднего палеолита, когда эти земли населяли древние животные: мамонты, бизоны, олени, медведи. 15 тыс. лет назад в устьях рек Ангары, Унги поселились древние люди. Об этом свидетельствуют археологические раскопки 1920—1930 годов, также 1950-х годов, сделанные экспедицией А. П. Окладникова.
Хозяйственное освоение балаганских земель русскими началось в конце XVII века. Название селение получило по бурятскому племени булагатов (булаган, булагачин), что значит «соболёвщики». Вслед за русскими казаками началось переселение пашенных людей из Центральной России, большей частью принудительное. Первые сведения о хозяйственной жизни балаганских бурят мы получаем из сообщений атамана Максима Перфильева, который в своём донесении Енисейскому воеводе в 1627 году указывал: «Земля богата, а людей в ней много». К приходу русских у балаганских бурят основой экономики перестал быть охотничий промысел, хотя ясак взимался из расчёта основного эквивалента — соболя, причём по самому высокому тарифу. Очевидно, хозяйство балаганцев было наиболее доходным. Первые русские крестьяне, чтобы начать земледелие в тайге, вынуждены были прибегать к помощи бурят. На этой основе создавалось «складское хозяйство» — подобие товарищества по совместной обработке земли.
В 1653 году енисейский воевода Афанасий Пашков поручает боярскому сыну Дмитрию Фирсову перенести Братский острог на левый берег Оки, и, следуя, вверх по Ангаре, поставить острог между «немирными балаганскими людьми». Эти задачи Фирсов выполнил к 1654 году, когда был построен Балаганский острог.
Балаганск подчинялся Енисейскому воеводству. Лишь в 1686 году, когда Иркутский острог был преобразован в город и стал центром самостоятельного воеводства, Балаганский острог был отдан в его воеводское распоряжение. В 1775 году в Балаганске учреждена воеводская канцелярия, и он назначен городом, а в 1856 году сделан окружным городом Иркутской губернии. Балаганск стал центром уезда, администрация которого контролировала территорию от Черемхова до Тулуна и Киренска. В Балаганский уезд входили волости: Малышевская, Кахчинская, Осинская, Ашехабадская, Масляногорская, Боханская, Воронежская, Евсеевская, Зиминская, Зунгаро-Быкотская, Идинская, Ново-Удинская, Тихоносская, Тагниская, Усть-Удинская, Улейская, Хор-Ташыская, Яндинская, Коноваловская, Шохуны-Унгинский, Узыртангайский, Укырский, Шараядаевский.
В XX веке Балаганск потерял статус города. После строительства Братской ГЭС он был затоплен, новый посёлок построен на расстоянии 45 км ниже первоначального места по течению Ангары. Сначала он назывался Новобалаганск, затем был переименован в Балаганск.
С 1961 года до 2019 года Балаганск имел статус посёлка городского типа.

## Население
| 1959  | 1970  | 1979  | 1989  | 2002  | 2009  | 2010  |
| ----- | ----- | ----- | ----- | ----- | ----- | ----- |
| 3074  | ↗4493 | ↘4107 | ↗4136 | ↗4307 | ↘4294 | ↘4109 |
| 2011  | 2012  | 2013  | 2014  | 2015  | 2016  | 2017  |
| ↗4112 | ↘4110 | ↘4077 | ↘3996 | ↘3885 | ↗3949 | ↘3909 |
| 2021  |       |       |       |       |       |       |
| ↘3811 |       |       |       |       |       |       |

Национальный состав
Коренное население — буряты-булагаты (от булаган, булагачин — «соболёвщики»), кочевья которых простирались на Балаганские степи, где был основан Брацкий Булагатский (Булаганский) острог, ныне Балаганск.

## Достопримечательности
Большую известность получила Балаганская пещера, обнаруженная в XIX веке. Она представляет собой типичный пример карстового явления. Пещера образовалась в результате очень длительного процесса растворения водой пластов серого гипса, залегающих среди доломитов, и поражает посетителей не только своей красотой, но и своими огромными размерами. Вход в пещеру выше роста человека. Галереи пещеры, возникшие по трещинам в горной породе, имеют различное направление, различную высоту и ширину. Они расположены в нескольких этажах, сообщающихся между собою. Длина всех проходов пещеры, доступных для исследователя, составляет почти километр. Высота отдельных залов колеблется от 8 до 15 метров. Температура воздуха в пещере ниже нуля.
Эта пещера была обитаема в железный век. В ней на поверхности пола найдены железные наконечники стрел, костяные шилья, серые толстостенные черепки глиняной посуды, кости быка, лошади. Раскопки не продолжали, так как все было видно и так.
Пещера расположена в 10 км на юго-запад от старого Балаганска и в 3 км от левого берега реки Ангары, на правом склоне горы Мельхитуйской пади. Пещера затоплена после строительства Братского водохранилища, но может посещаться туристами.
В настоящее время происходят обрушения крупных подземных полостей в связи с размывом во время сбросов воды на ГЭС.
В Балаганске в 1913—1917 гг. отбывал наказание известный социал-демократ Ираклий Церетели.